# Вулька-Клуцька
Вулька-Клуцька (пол. Wólka Kłucka) — село в Польщі, у гміні Мнюв Келецького повіту Свентокшиського воєводства.
Населення — 567 осіб (2011).
У 1975-1998 роках село належало до Келецького воєводства.

## Демографія
Демографічна структура на день 31 березня 2011 року:
|          | Загалом | Допрацездатний вік | Працездатний вік | Постпрацездатний вік |
| -------- | ------- | ------------------ | ---------------- | -------------------- |
| Чоловіки | 295     | 63                 | 209              | 23                   |
| Жінки    | 272     | 58                 | 157              | 57                   |
| Разом    | 567     | 121                | 366              | 80                   |